# ドラバラ鈴井の巣
『ドラバラ鈴井の巣』（ドラバラすずいのす）は、北海道テレビ放送（HTB）で2002年2月1日から2004年12月23日まで放送されていた深夜ドラマバラエティ番組で、鈴井貴之の冠番組。2002年3月までは金曜23:15 - 23:45、同年4月からは木曜23:15 - 23:45に放送された。
同番組を再構成した再放送版『ドラバラ鈴井の巣』が道外のテレビ局やインターネットテレビでも放送されている。この項では、再放送版『ドラバラ-』を『ドラバラ鈴井の巣（リメイク版）』と表記する。

## 概要
1999年4月から金曜深夜に放送していた夢追求バラエティ『鈴井の巣』終了後、合同コンパを行う恋愛バラエティ『鈴井の巣 presents n×u×k×i』を挟んで、2002年2月にスタートした。『鈴井の巣』ではドラマ制作企画「大泉塾」にて「Beautiful wife -ドラゴン怒りの鉄拳-」が放送され、ドラマの前後にメイキング映像を公開するなど本番組の原型となったものが制作されている。
出演者が企画・脚本したテレビドラマを放送する「ドラSide」と、ドラマの制作模様を追い、企画・脚本担当が作中に盛り込んだ課題（ダンス、ダイエット、テーマ曲制作など）を出演者がクリアする様子を放送する「バラSide」（メイキング）の2部で構成される。番組タイトルは「ドラマ・バラエティ」の略称であり、放送内容はドラマ本編よりメイキングに比重が置かれている。
2004年12月23日放送分で最終回を迎え、全作品がDVDで発売されている。2005年4月からは、HTBにて「ドラバラ鈴井の巣（リメイク版）」として放送され（2005年9月29日で一旦終了し、2006年春放送再開）、道外テレビの局にも番組販売されている。

## キャスト

### レギュラー
- 鈴井貴之
- 大泉洋（TEAM NACS）
- 安田顕（TEAM NACS）

### 準レギュラー
- 森崎博之（TEAM NACS）
- 音尾琢真（TEAM NACS）
- 佐藤重幸（現・戸次重幸、TEAM NACS）
- 小橋亜樹
- 河野真也（オクラホマ）
- 藤尾仁志（オクラホマ）

レギュラー及び準レギュラーは放送当時のCREATIVE OFFICE CUE全所属タレントで構成されている。基本的にレギュラー3人が持ち回りまたは競作で企画・脚本を担当し、ドラマ本編でも主役級を演じることが多い。準レギュラーは毎回のドラマで出演機会はあるものの、役の位置づけについてはドラマ毎の高低差が激しい。放送されていた時期に一番の若手であったオクラホマについては対決企画を除き端役であった。

### ゲスト
- ホワイトストーンズ：北川久仁子（2、3に出演。当時の肩書きはラジオパーソナリティ。後にCREATIVE OFFICE CUEに所属）、小野優子（3のみ。当時HTBアナウンサー）、滑川宝水（1、2に出演。演歌歌手）、土井巧（1、2、3に出演。初代プロデューサー）、松村咲子（1、2、3に出演。女優）、高田まゆみ（2のみ）
- マッスルボディは傷つかない：坂本サトル（ミュージシャン）、なかやまきんに君、ケン・ヤスダ（英語版）[2]
- 山田家の人々：三輪明日美（女優。映画「man-hole」ヒロイン）、玄武満（相撲指導担当、元力士）
- VS（対決企画）：（すべて大泉組）滑川宝水、加藤充（ボディビルダー、2002年、2003年北海道チャンピオン）、ドン川上、森さやか（HTBアナウンサー）
  - ドラバラアカデミー大賞：林和人、小野優子（以上司会担当、ともにHTBアナウンサー）、水野晴郎、高坂希太郎、なぎら健壱（以上、特別審査員）
- なんてったってアイドル!：大河内奈々子（女優）、土井善晴（料理研究家）、佐藤めぐみ（女優。映画「銀のエンゼル」ヒロイン）、くまきりあさ美（女優）

### ナレーター
- 林和人（HTBアナウンサー）
- 中江真司（俳優、声優、ナレーター。「ホワイトストーンズ」シリーズの本編）
- 村上亜希子（当時HTBアナウンサー。「マッスルボディ」の本編）

## 歴代作品
放送日はドラマが放送された日。スペシャル版などは含んでいない。なお、作品は基本的にそれぞれ独立しているが、一部でキャラクター、設定を相互で使用している。

### 第1回作品 『雅楽戦隊ホワイトストーンズ 〜雅やかな愛の戦士たち〜』
- 企画・脚本：鈴井貴之
- 2002年2月1日 - 5月9日放送（全13夜、本編全6話、完全版全4話）
- 内容は「雅楽戦隊ホワイトストーンズ」を参照

### 第2回作品 『マッスルボディは傷つかない』
- 企画・脚本：安田顕
- 2002年5月30日 - 9月5日（全14夜、本編全6話）
- あらすじ：高校中退の挫折を味わい、再び働きながら定時制高校に通っている主人公・安原剛。彼は廃部となっていたボディビル部を仲音浩二とともに復活させ、体を鍛えることで己の弱さを克服しようとする。しかしそんな彼の前に、突如、サルを連れた謎の男・真池龍が現れる。真池龍は、黒い噂の絶えない製薬会社の御曹司で、安原はいつしか真池龍の壮大な陰謀へと巻き込まれていくのだった。
- 初代「鈴井の巣」、「n×u×k×i」時代通じて、「鈴井の巣シリーズ」史上最低の視聴率を記録。事を知った安田は後述するボディビル大会後にもかかわらずショックで涙を流した。ドラバラ・リメイク版の放送では善戦したものの、当の安田は当時の最低視聴率のことを今もなお気にしているとの事。
- ごく少数にカルト的な人気を博しているとも言われる。
- 「平成の怪物」と呼ばれる安田の作品だけに、安田が「唐突の美学」と呼ぶ、常人には理解されがたい世界が繰り広げられている。実際に三日間徹夜して脚本を書き上げており、当初これを見た出演者達はあまりの支離滅裂さに激怒、特に大泉に至っては「書き直せ！　全部書き直せ！」と脚本を叩きつけながら怒声を張り上げたほど本気で怒っていた。
- この作品は「音尾の大ブレイク」が1つのテーマになっている。その一環としてドラマ撮影後、安田と音尾は本物のボディビル大会に出場したが、結果は観客のみならず出場者からも失笑を買ってしまったほどに散々なものだった。
  - 出場部門8人中、音尾は7位、安田は最下位。応援に駆けつけた他の出演者も「恥ずかしい」と発言。さらにフリーポーズの時間にはボディビルのポーズの合間に「コマネチ」「シェー」等を組み込み、それに対して他の出演者が掛け声に混ざって茶々を入れていた。大会開会式の主催者あいさつで「ショーではありません」という言葉もあり、大会終了後、運営から遠回しにお叱りを受けるなど、大会役員の怒りまで買っていた。また、撮影終了後は二人ともトレーニングをしなくなっており、さらに大会前夜焼き鳥屋にて食事をしていたことが発覚、撮影中よりも体は不完全だった。
  - この時、安田は「勝手に」体を焼いてしまい、この後のホワイトストーンズの撮影に支障が出た。ただ、ホワイトストーンズでは「お前、焼けたなあ」と言う大門（大泉）の一言のセリフで片付けられている上に、安田と音尾が日焼けサロンに行く際、ドラバラ撮影班が同行して、その様子を撮影しており、本当に「安田の勝手」かは不明。
- ドラバラの中で唯一海外ロケ（アメリカ・ロサンゼルス）を敢行した作品である（ナレーション曰く「悲しき珍道中」）。安田と同姓同名のボディビルダーであるケン安田（本名・安田顕持）と共演。番組の都合上、低予算で撮影しなければならなかったが、スタッフ達が渡米への激安の運賃の航空会社を探し当てることに成功したため、実現した。
- 本作に登場する森崎先生（森崎）は後のホワイトストーンズ第3作にカメオ出演している。
- 森崎先生を演じた森崎は「リアルジャイアン」の異名を持つほどの音痴であるが、この作品のテーマソングを収録したCDに、エンディングテーマ「ハッスルマッスルブギ」の森崎バージョンがボーナストラックとして収録されている。
- キャスト 
  - 安原剛（安田顕）：定時制高校に通いながら、ボディビルに 青春のすべてを賭ける主人公。
  - 仲音浩二（音尾琢真）：安原の親友で、共にボディビルの道を志す好青年。
  - 用務員（鈴井貴之）：安原の行く末に大きな影響を及ぼす事になる物語のキーマン。
  - 真池龍【マイケ・リュウ】（大泉洋）：安原の幼馴染でありながら敵役。大手製薬会社の御曹司。
  - 森崎先生（森崎博之）：安原・仲音が通う定時制高校の先生。情に厚い熱血教師。
  - 小百合（片山くみこ）：教育実習生。 安原の幼馴染で憧れのマドンナ。
  - アッキー（小橋亜樹）：高校のクラスメートで、元レディースのヤンキー娘。
  - ジョー（佐藤重幸）：アッキーが想いを寄せる熱い恋の相手。バイク好きの不良少年。
  - 留学生（河野真也）：定時制高校に留学中の謎の異邦人（クラスメート）。
  - 生徒A（藤尾仁志）：異邦人と喧嘩を繰り返す不良生徒。
  - 生徒（坂本サトル）：30歳を過ぎて高校に通い始めたアウトローミュージシャン。
  - タカユキ（鈴井貴之）：真池龍の飼うペットのサル。モデルはマイケル・ジャクソンのバブルス。
  - 中山きんに君（なかやまきんに君）：「今日のポージング」担当。
  - ケン・ヤスダ：安原が憧れるボディビル界のスター。ロサンゼルス在住。

### 第3回作品 『雅楽戦隊ホワイトストーンズ 〜白き伝説よ永遠（とわ）に〜』
- 企画・脚本：鈴井貴之
- 2002年10月10日 - 12月19日放送（全9夜[3]、本編全7話）
- 低予算番組でありながら、CG映像を盛り込むことに成功した作品。
- 内容は「雅楽戦隊ホワイトストーンズ」を参照のこと。

### 第4回作品 『山田家の人々』
- 企画・脚本：大泉洋
- 2003年1月30日 - 5月29日放送（全15夜[4]、本編全9話）
- あらすじ：さえない浪人生・山田洋一は、憧れの明日美が暮らす東京の大学を目指して、ただいま猛勉強中。にもかかわらず父・春弘や祖父・春三、家出中の兄・太郎、そして姉・千春、更には近所のイヤミな大金持ち・後藤利喜男が、次々と「事件」を起こしていく。

- 大泉本人とその家族の半自伝的ストーリー。「スリーエレファントの会」などの実話が多数含まれているが、母は死亡していて、姉がいるということなど実際の大泉家とは異なる部分もある。また、学校のシーンのロケは大泉の出身校である札幌藻岩高校で行われた。
- 『山田家の人々』の撮影で使った青果店は、青果店として実在している。
- 遅筆で有名な大泉の作品だったため、原稿の完成が2ヶ月遅れた。重ねてテーマ曲の製作まで遅れたため、あまりの遅さに業を煮やしたスタッフが最終手段として、大泉が締め切りを守らない旨を鈴井に告げ口。激怒した鈴井は、大泉に「○○までに出来なかったら覚悟しとけ」と告げた（番組内で大泉はこの宣告を「殺人予告」と称し、心底震え上がっていた）。
- 「ドラバラ」では初の二桁の視聴率を記録した。
- 鈴井は「春弘父さん」のキャラクターを非常に気に入り、この後のホワイトストーンズ3でも登場する。
- CUE DREAM JAM-BOREE 2006にて、続編（完結編）が演じられた。
- 音痴で知られる森崎が、歌手志望の長男、太郎役で出演。劇中で使う曲の幾つかは彼が作曲している。
- 第1話冒頭でホワイトストーンズの3人と「マッスルボディは傷つかない」の安原剛と仲音浩二が登場する。
- 引越し屋バンバンが山田家のセットの設営に協力している。

- キャスト
  - 山田春弘（鈴井貴之）：55歳。星空商店街にある老舗の八百屋「山田青果店」の2代目店主。酒好きで駄洒落好き。大学相撲では元横綱だった。
  - 山田春三（大泉洋）：80歳。山田青果店の創業者。現在は春弘に店を任せ、勝手気ままに隠居生活。 皮肉屋で口が悪い。趣味は詩吟と絵画。
  - 山田洋一（安田顕）：20歳。東京の大学を目指す冴えない浪人生。現在2浪中。春弘や春三を鬱陶しく思っていて一刻も早く家を出たい。
  - 山田太郎（森崎博之）：30歳。プロのミュージシャンを目指し、5年前に東京へ行った山田家の長男。 店を継がせようとしていた春弘と対立。大喧嘩の末、家を飛び出す。
  - 山田千春（小橋亜樹）：23歳。亡き母に代わり山田家の家事全般をこなす山田家の長女。手の掛かる春弘や春三の世話を一手に引き受ける影の大黒柱。
  - 明日美（三輪明日美）：20歳。洋一の憧れの存在。4年前に東京に転校し、現在は大学生。洋一は彼女と同じ大学を目指している。
  - 後藤利喜男（音尾琢真）：45歳。株や先物取引などで利益を伸ばし、星空商店街付近の土地開発を牛耳る 後藤産業の会長。成金でイヤミ。
  - 細川光（佐藤重幸）：27歳。千春の恋人。妊娠した千春を気遣い山田青果店の様子を伺う。春弘に結婚を許してもらおうと、毎朝夕店を訪れるが門前払いされる。
  - 有三（藤尾仁志）：春三の友人。名前に「ぞう」がつく、春三・庄三と3人で「スリーエレファントの会」を作り、写生会などを行なっている。
  - 庄三（河野真也）：春三の友人。「スリーエレファントの会」のメンバー。
  - ボウリング場支配人（河野真也）：後藤利喜男が経営するボウリング場の支配人。いつも利喜男のご機嫌取りをしている。家族対抗ファミリーボウリング大会の時には嘘のアナウンスで山田家のペースを乱そうとする。
  - 辻（音尾琢真）：東京の金融会社「まごころ金融」の取立て係。太郎に貸した100万を回収する為に山田家に押し入る。お姉言葉を使い温厚そうにしているが、怒ると辻斬りに変わる。
  - 藤尾（藤尾仁志）：辻の部下で血の気が多くすぐに暴力を振るおうとする。しかし実際に殴った事は一度もなく、いつも辻に止められ逆にビンタされる。

### 第5回作品 『雅楽戦隊ホワイトストーンズ 〜最終章 呪われし神々の行方〜』
- 企画・脚本：鈴井貴之
- 2003年6月5日 - 9月12日放送（全12夜、本編全7話）
- 通常、企画発表・台本読み合わせの時、鈴井は収録が始まるとすでに座っているが、この時だけは安田や大泉と同様に「作家先生登場」という形で扮装（「山田家の人々」の春弘父さん）して登場した。
- 内容は「雅楽戦隊ホワイトストーンズ」を参照のこと。

### 第6回作品 『VS 〜禁断の対決企画〜』
- 2003年10月2日 - 12月11日、2004年8月26日、9月2日放送（全13夜[5]）

ドラバラ唯一のコンペティション（競作）企画。正レギュラーの3人をリーダーにして、準レギュラーの6人をくじ引きでそれぞれのグループに割り振って結成したチームが戦う対抗戦。2003年2月ごろに第5回企画として始動していたが、スポンサーの都合で「ホワイトストーンズ3」が急遽予定を繰り上げて撮影・放送されたため、こちらの企画はチーム編成が決まった時点で一旦休止となっていた。テーマは「男と女のラブストーリー」で、各組が引いた3つのキーワードを盛り込んで話を展開するという条件が与えられた。
ただ、ラブストーリーがテーマながら、当番組の女性レギュラーは安田組の小橋しかおらず、鈴井組と大泉組は「ヒロインを誰にするか」というのも重要な課題であった。なお、出演者については助演やエキストラなどストーリーの大筋に関係ない「チョイ役」であれば、他のチームのメンバーを出演させることも出来たほか、番組視聴者の応募によるエキストラオーディションも行われた。
- 安田組 「アッキー my Love」（ジャンル:ファンタジー）
  - 脚本：安田顕
  - メンバー：安田顕・河野真也・小橋亜樹 - 「カスチーム」
  - 2003年10月30日放送
  - キーワード：三十路、手料理、駅
  - あらすじ：人並みな仕事に就き、人並みな恋愛を重ねてきた女。平凡そうに見える彼女だが、人には言えない悩みがあった。彼女にしか見えない手のひらほどの小さな男が、毎朝トイレに現れるのである。
  - 安田が好きなドラマ『アリー my Love』のパロディとなっている[7]。
  - 小橋の悲しい恋愛体験をドラマにしたもの。撮影中に小橋が過去の体験をオーバーラップしてしまい、泣き出してしまう場面もあった。
  - ラブストーリーがテーマである今作のアイディアについて話し合う様子を撮影している最中に、河野の元に当時交際していた彼女から別れを匂わせるメールが届くというハプニングがあった。
  - キャスト
    - 女（小橋亜紀）
    - 小さな男（河野真也）
    - 男（安田顕）
    - 小さな男(安田顕)
- 鈴井組 「Have a nice day」（ジャンル:サスペンス）
  - 脚本：藤尾仁志
  - メンバー：鈴井貴之・森崎博之・藤尾仁志  - 「リーダーズ」
  - 2003年11月6日放送
  - キーワード：缶コーヒー、指輪、ナイフ
  - あらすじ：合コンで知り合ったOL・あずさと建築家の卵・純一。あずさは生真面目で優しい純一に惹かれるが、少しずつ本当の姿が見え始める。
  - 当時は鈴井が映画『river』の撮影、森崎もTEAM NACSの芝居でそれぞれ多忙だったため、3人の意見を基に藤尾が脚本を書くという方策が取られた。
  - 藤尾がかなり頑張った成果もあって筋書き自体は「とても鈴井らしい」ものであるが、三人全員がそれぞれに多忙な状態となって女性の応援を入れることができなかったため、止む無く鈴井が自ら女装してヒロインを演じた。しかし、これに加えて森崎が演じたウィッキーマウスの存在が大きく評価を落とす原因となり[8]、最下位になってしまう。
  - キャスト
    - あずさ（鈴井貴之）
    - 純一（藤尾仁志）
    - ウィッキーマウス（森崎博之）
- 大泉組 「さよなら朝日荘」（ジャンル:コメディ）
  - 脚本：大泉洋
  - メンバー：大泉洋・音尾琢真・佐藤重幸 - 「スター軍団」
  - 2003年11月13日放送
  - キーワード：テレビマン、腕時計、落とし物
  - あらすじ：絵に描いたような貧乏学生のパンイチとその先輩・織田。ある日、二人の住む安アパートに、鮫島らテレビ局の中継隊がやって来た。リポーターはなんと、パンイチの初恋の人、塩田美咲であった。
  - 全員が多忙な鈴井組に反して、こちらは応援としてHTBアナウンサーの森さやかをヒロインに据えるという手段を取ったものの、大泉の遅筆が原因で脚本の完成が大幅に遅れ、終には大泉の父が佐藤、音尾とスタッフ宛に謝罪文を出す事態にまで発展した。結局クランクインしたのは、他チームが撮影を終えようとしていたころだった。
  - キャスト
    - パンいち（音尾琢真）
    - 織田先輩（佐藤重幸）
    - 鮫島（大泉洋）
    - 塩田美咲（森さやか（HTBアナウンサー））

上記3チームに分かれて対決。それぞれの作品を発表し、審査期間として3週のメイキングを放送した後に、「ドラバラアカデミー大賞」として視聴率、視聴者、特別審査委員会（著名人による評価、委員長は水野晴郎。この他、高坂希太郎、なぎら健壱）、スタッフによるそれぞれ100点満点での評価を発表。勝った安田チームは新潟県佐渡市にある「アルコール共和国」にホームステイし、負けた鈴井チームは仙台ハイランドと、バンジージャンプ発祥の地である山形県朝日村（現・鶴岡市）でバンジージャンプを体験した（罰ゲームの内容決定は2番だった大泉組の選考によるもの）。

### 第7回作品 『なんてったってアイドル!』
- 企画：大泉洋
- 脚本：鈴井貴之
- 脚色：安田顕
- 2004年10月14日 - 12月23日放送（全11夜、本編全8話）
- あらすじ：敏腕検事・大林健太郎は、温かい家庭にも恵まれ、まさに順風満帆の人生だったが、彼の幼いころからの夢はアイドルになることだった。そんな大林をある日不幸が襲う。最愛の息子が不治の病に倒れたのだ。父と同じくアイドルに憧れる息子のために大林は仲間とともにアイドルグループを結成する。メンバーは家庭でも会社でもうだつのあがらない中田、元アイドルで今は鳴かず飛ばずのムード歌謡歌手・轟、そして路上でアイドルパフォーマンスを繰り広げる小児科医・久田の4人。飲み仲間の励ましを受けて、一夜限りのステージを成功させようと努力する彼らだが、汚職、裏切り、人事異動、失恋などといくつもの困難が待ち受けているのだった。
- レギュラー陣全員の合作による「ドラバラ」最終作品。全作品のDVD化作業のため、1年近い休止期間を経て放送された。テーマは「ドラマの中で歌う」「料理」。
- 大泉が原案を出し、鈴井が脚本にまとめ、安田がそれを脚色する。しかし、大泉の遅筆により原案提出が大幅に遅れ、終いに大泉は「引退会見」を開くと言い出すなど錯乱していた。その後、「ドラマの中で歌っていく」「（深夜のロケで腹が減るから）料理のシーンを入れる」という方向で強引にまとめた。
- 土井善晴も出演しており、大泉は本人の前で物真似を披露した。
- ドラマの最終話は、大林（大泉）、轟（安田）、中田（森崎）、久田（音尾）がアイドルユニット「チーズスナック」を組み、北海道厚生年金会館で生中継でライブを行った（2004年12月9日放送分）[9]。ちなみにアイドルユニット「チーズスナック」のダンスの振り付けを行ったのはパパイヤ鈴木である。
- キャスト
  - 大林健太郎（大泉洋）：32歳。検事。病気を抱えている息子がいる。
  - 轟一郎（安田顕）：32歳。ムード歌謡歌手。元アイドル歌手。
  - 中田光一（森崎博之）：35歳。会社員。14歳の子供がいる。
  - 久田大（音尾琢真）：31歳。小児科医。
  - 御社亜紀（小橋亜樹）：32歳。演歌歌手
  - 荒木田勇次（佐藤重幸）：32歳。検事。大林の同僚。
  - 小峰龍哉（鈴井貴之）：45歳。清掃員。
  - その他諸々（オクラホマ）
  - 原島加奈子（大河内奈々子）：28歳。轟一郎の妻。ヒロイン。
  - 小峰さとみ（佐藤めぐみ）：21歳。大林の助手。小峰の娘。
  - 居酒屋の主人（土井善晴）：居酒屋の主人。
  - 笹山宗造（三上勝由）：議員。
  - この他にも大下宗吾、宮崎奈緒美などの当時OFFICECUE所属若手タレントもエキストラなどで参加していた。

## 楽曲一覧
制作された楽曲の大半は出演者の作詞、作曲によるものであり、このスタイルは後年のOFFICE CUEのイベントでの楽曲制作にも引き継がれている。本作の楽曲を収録したCDは番組から計6枚発売されたほか、2009年にOFFICE CUEが発売したベストアルバム『OFFICE CUE THANK YOU BEST』にも、一部の楽曲が収録されている。
| 楽曲名                                       | 作詞                                         | 作曲                                         | 歌手                                                      | 使用箇所                                     | 脚注                                         |
| 雅楽戦隊ホワイトストーンズ（全シリーズ共通） | 雅楽戦隊ホワイトストーンズ（全シリーズ共通） | 雅楽戦隊ホワイトストーンズ（全シリーズ共通） | 雅楽戦隊ホワイトストーンズ（全シリーズ共通）              | 雅楽戦隊ホワイトストーンズ（全シリーズ共通） | 雅楽戦隊ホワイトストーンズ（全シリーズ共通） |
| -------------------------------------------- | -------------------------------------------- | -------------------------------------------- | --------------------------------------------------------- | -------------------------------------------- | -------------------------------------------- |
| 戦え!白き戦士〜GO!GO!GO!                     | 鈴井貴之                                     | オッケー藤井                                 | ホワイトストーンズ （鈴井、安田、佐藤）                   | オープニング                                 |                                              |
| ホワイトストーンズ 愛のテーマ                | 鈴井貴之・藤村忠寿                           | 川岸秀樹                                     | ホワイトストーンズ （鈴井、安田、佐藤）                   | エンディング                                 |                                              |
| 星空のコマンタレブー                         | 大泉洋                                       | 大泉洋                                       | 大門通（大泉）                                            | 挿入歌                                       |                                              |
| マッスルボディは傷つかない                   |                                              |                                              |                                                           |                                              |                                              |
| 涙はいらない                                 | 鈴井貴之                                     | 藤井要一                                     | ジョーとアッキー （佐藤、小橋）                           | オープニング                                 |                                              |
| ハッスルマッスル ブギ                        | 安田顕                                       | 安田顕                                       | マッスルブラザーズ （安田、音尾）                         | エンディング                                 |                                              |
| What's 真池龍？                              | 安田顕                                       | ター・ナー・カー                             | 真池龍（大泉）                                            | 挿入歌                                       |                                              |
| ハッスルマッスル ブギ 森崎博之バージョン     | 安田顕                                       | 安田顕                                       | 森崎博之                                                  | 劇中未使用                                   | [ 曲 2 ]                                     |
| 山田家の人々                                 |                                              |                                              |                                                           |                                              |                                              |
| ありがとうの歌                               | 大矢弘子                                     | 叶弦大                                       | 大泉洋と山田家のみなさん （大泉、鈴井、安田、森崎、小橋） | オープニング                                 | [ 曲 4 ]                                     |
| 君には                                       | 大泉洋                                       | 大泉洋                                       | 大泉洋                                                    | 挿入歌                                       |                                              |
| オヤシラズノヨウニ                           | 森崎博之                                     | 森崎博之                                     | 山田太郎（森崎）                                          | 劇中歌                                       | [ 曲 5 ]                                     |
| VS〜禁断の対決企画〜                         |                                              |                                              |                                                           |                                              |                                              |
| 安田国歌                                     | 安田顕                                       | 安田顕                                       | ドタバタオールスターズ （安田、小橋、河野）               | 「アッキー my love」エンディング             |                                              |
| つぼみ                                       | 森崎博之                                     | 森崎博之                                     | ドタバタオールスターズ （鈴井、森崎、藤尾）               | 「Have a nice day」エンディング              |                                              |
| 月の裏で                                     | 音尾琢真                                     | 音尾琢真                                     | ドタバタオールスターズ （大泉、佐藤、音尾）               | 「さよなら朝日荘」エンディング               |                                              |
| なんてったってアイドル！                     |                                              |                                              |                                                           |                                              |                                              |
| 勇気の翼                                     | 音尾琢真                                     | 音尾琢真                                     | チーズスナック （大泉、安田、森崎、音尾）                 | オープニング                                 |                                              |
| やっちゃうよ                                 | 安田顕                                       | 安田顕                                       | 轟一郎（安田）                                            | 劇中歌、第4話エンディング                    |                                              |
| きみにキャッチュー                           | 音尾琢真                                     | 音尾琢真                                     | 早川淳（音尾）                                            | 劇中歌                                       | [ 曲 6 ]                                     |
| 飲むしょ朝まで                               | 大泉洋                                       | 大泉洋                                       | 御社亜紀（小橋）                                          | 劇中歌、第2、5話エンディング                 |                                              |
| ナックスハリケーン                           | 大泉洋                                       | 大泉洋                                       | TEAM★NACS                                                 | 第3話エンディング                            | [ 曲 7 ]                                     |
| 捻挫した君                                   | 大泉洋                                       | 大泉洋                                       | TEAM★NACS                                                 | 第1話エンディング                            | [ 曲 7 ]                                     |